# Jacqueline Panis
Jacqueline Panis, née Granddidier, est une femme politique et une gérante de société.
Elle est devenue sénatrice de Meurthe-et-Moselle le 22 juin 2007, à la suite du décès de Jacques Baudot. Elle est rattachée au groupe Union pour un mouvement populaire. Elle ne se représente pas à l'élection de septembre 2011.

## Missions
- 2007-2013 : membre de l’Observatoire de la Parité entre les Femmes et les Hommes
- Novembre 2008 : désignée présidente déléguée du groupe France-Madagascar et pays de l’Océan indien pour la Tanzanie (projet d’élevage bovins en cours)
- Décembre 2008 : élue première Vice-présidente de la Délégation aux droits des femmes et à l’égalité des chances entre les hommes et les femmes
- Février 2009 : rapporteur pour avis, au nom de la Commission de l’économie, sur la proposition de loi de simplification et de clarification du droit et allègement des procédures
- Novembre 2009 : rapporteur du projet de loi de financement de la sécurité sociale relative à la retraite des mères de famille
- Juillet 2010 : désignée membre de l’Observatoire de la Parité entre les hommes et les femmes
- Septembre 2010 : rapporteur sur la réforme des retraites concernant plus particulièrement la persistance des inégalités de pensions entre femmes et hommes

## Groupes et commissions
- Membre de la Commission Développement Durable et de l’économie
- Membre des groupes :
  - cheval, chasse et pêche
  - d’études de l’élevage
  - d’études sur les métiers d’art
  - d’étude sur le sport

## Actuellement
- Présidente du Syndicat de la Propriété Privée Rurale de Meurthe et Moselle

## Autres mandats
- 1983-1995 : Adjoint aux Affaires sociales et scolaires de SEICHAMPS
- 1985-1997 : Secrétaire Général Adjoint de la FNPA – Fédération Nationale de la Propriété Agricole
- 1989-2005 : Présidente de la Fédération Régionale de la Propriété Agricole – Lorraine
- 1990-2007 : Présidente du Syndicat Départemental de la Propriété Agricole 54
- 1995-2001 : Conseiller Municipal d’Opposition de SEICHAMPS
- 2001-2008 : 1er Adjoint au Maire de Seichamps
- 2008- : Conseiller municipal d’opposition Ville de SEICHAMPS
- 2009- : Présidente du Syndicat Départemental de la Propriété Privée Rurale 54

## Décorations
- Officier de l'ordre du Mérite agricole en 2004
- Officier de l'ordre national du Mérite Par décret du 2 mai 2012[1].